# (6871) Verlaine
(6871) Verlaine (1993 BE8) – planetoida z pasa głównego asteroid okrążająca Słońce w ciągu 3,26 lat w średniej odległości 2,2 j.a. Odkryta 23 stycznia 1993 roku.